# Anacolut
Anacolutul (plural: anacoluturi sau anacolute) este o întrerupere în structura sintactică a unei fraze. O frază ce conține un anacolut începe într-un mod care sugerează o anumită finalizare și continuă printr-o schimbare bruscă a construcției logice, astfel încît cele două fragmente de frază au o legătură sintactică defectuoasă. De exemplu, fraza: Cine mă caută, nu sînt acasă. conține un anacolut, pentru că începe cu o propoziție subordonată subiectivă, lăsînd impresia că urmează informații despre persoana care mă caută, dar continuă cu o propoziție principală care are deja subiectul neexprimat inclus eu. Uneori întreruperea structurii sintactice are loc de mai multe ori în cursul frazei.
Anacolutul este o discontinuitate sau ruptură logico-sintactică în interiorul unei propoziții sau al unei fraze.
După alte opinii, anacolutul este o discontinuitate sintactică în construcția (propoziției sau a) frazei, apărută din cauza neconcordanței dintre modelul logic și realizarea gramaticală a enunțului. Anacolutul se poate produce prin întreruperea construcției sintactice continuată - de obicei la distanță - de alte forme gramaticale decât  cele inițiale. 
În general, anacolutul este considerat o greșeală gramaticală și de stil, dar poate fi folosit intenționat în limba literară pentru a obține anumite efecte. De exemplu, deoarece anacolutul este specific limbii vorbite și gîndirii interioare, apariția lui în scrierile literare sugerează aceste registre retorice. Pe de altă parte, anacoluturile mai sînt folosite în literatură pentru efectul comic pe care îl au și pentru a sugera lipsa de cultură a unor personaje; autorul român I. L. Caragiale a întrebuințat adesea anacolutul în scrierile sale în acest scop.

## Etimologie
Limba greacă veche tîrzie: ανάκολουθον – anakolouthon (inconsecvență logică), forma de neutru a adjectivului anakolouthos (inconsecvent) → limba latină tîrzie: anacoluthon → limba franceză: anacoluthe → limba română: anacolut.

## Clasificare
Există două tipuri de anacolut:
- Anacolut simplu – vizează cazul, numărul, persoana;
- Anacolut multiplu – constînd în combinarea unor construcții diferite, combinare lipsită de orice coerență.

## Exemple
În limba română: 
a) Anacolut simplu:
- „Fata împăratului, cum a ajuns la casa mirelui, i-au plăcut palatele și socrii.” (I. Creangă, Povestea porcului)
- „Fetele împăratului, întîmplîndu-se de față cînd a lovit spînul pe Harap-Alb, li s-au făcut milă de dînsul.” (I. Creangă, Harap-Alb)

b) Anacolut multiplu:
- „Eu, domn’ judecător, reclam, pardon, onoarea mea, care m-a-njurat, și clondirul cu trei chile mastică prima, care venisem tomn’ atunci cu birja de la Marinescu Bragadiru din Piață, încă chiar domn’ zicea să-l iau în birje.” (I.L. Caragiale, Justiție)
- „Considerînd că domnișoara Lucreția Ionescu pretinde că este în dreptul său deoarece în virtutea contractului cu timbru în regulă, cînd se știa că are domiciliu, neașteptîndu-se nicidecum, căci nu a avut nici cea mai mică somațiune iar biletul de închiriat a fost pus ilegal și de aceea nu i-a dat nicio importanță.” (I.L. Caragiale, Proces verbal)
- „Cei ce nu închid geamurile de la ghenă și se sparg din cauza lor, vor plăti toți studenții de pe acel etaj.” (Academia Cațavencu, 18 mai 2004)
- „Cartea era la Vasile, care mă costase 50.000 de lei, și nici nu era acasă, că avea copertă de carton și stă tocmai în Giulești și nici maică-sa.”[3]

În limba franceză: „Espérant le tout à votre satisfaction, veuillez agréer mes salutations distinguées.” (Nădăjduind satisfacția dumneavoastră, vă rog să acceptați distinsele mele salutări.)
În limba engleză: „I warned him that if he continues to drink, what will become of him ?” (L-am prevenit că de nu se oprește de la băut, ce va păți ?)